# Hylarana chitwanensis
Espèce
Synonymes
- Rana chitwanensis Das, 1998

Statut de conservation UICN

 NT  : Quasi menacé
"Hylarana" chitwanensis est une espèce d'amphibiens de la famille des Ranidae dont la position taxonomique est incertaine (incertae sedis).
Depuis la révision du genre Hylarana par Oliver, Prendini, Kraus et Raxworthy en 2015, cette espèce a été exclue de ce genre sans qu'il soit possible de la placer dans un autre de manière certaine. Elle est rapprochée de Hydrophylax ou Indosylvirana.

## Répartition
Cette espèce est endémique du Teraï au Népal,. Elle se rencontre en dessous de 500 m d'altitude. Sa présence est incertaine en Inde.

## Étymologie
Son nom d'espèce, composé de chitwan et du suffixe latin -ensis, « qui vit dans, qui habite », lui a été donné en référence au lieu de sa découverte, le parc national de Chitawan (Royal Chitwan National Park en anglais).

## Publication originale
- Das, 1998 : A new species of Rana from the Terai of Nepal. Journal of Herpetology, vol. 32, no 2, p. 223-229.